# Myśliborzyce (województwo opolskie)
Myśliborzyce (niem. Luisenthal) – wieś w Polsce położona w województwie opolskim, w powiecie brzeskim, w gminie Lubsza.
W latach 1975–1998 miejscowość administracyjnie należała do ówczesnego województwa opolskiego.

## Położenie
Znajduje się na trasie Michałowice – Szydłowice. W Myśliborzycach położone jest wzgórze 144 m n.p.m.,zwane przez dawnych mieszkańców „Winną Górą”. Powstało ona prawdopodobnie dzięki Odrze, która podczas powodzi nanosiła tu dużo piasku.

## Historia
W tej wiosce przeprowadzono badania archeologiczne. Na jej gruntach zlokalizowano stanowisko kultury łużyckiej (1300–700 r. p.n.e.) Odkopano piec garncarski z pierwszego pięćsetlecia naszej ery. Wzgórze mogło pełnić również miejsce kultu religijnego. W 1360 r. istniał folwark Nitberg, a w 1362 r. wieś Schöneiche, które najprawdopodobniej przestały istnieć w okresie najazdów husytów. Od 1545 roku teren ten jest w rękach Piastów. Książę Jerzy II Brzeski około 1582 roku założył na zboczach wzgórza winnicę, a za wzgórzem zwierzyniec. Tu przebywały jelenie, sarny, dziki. Występowały również wilki, lisy, orły. Wzgórze porósł las iglasty, a potem las brzozowy. Obecnie w skład tego lasku wchodzą: dęby, modrzewie, sosny zwyczajne, świerki, brzozy, a także jeżyny i wrzosy. W XVIII w. w okresie kolonizacji fryderycjańskiej w okolicach zwierzyńca założono kolonię Charlottenrode (po wojnie pod nazwą Zalesie), a około dzisiejszej drogi powiatowej powstała kolonia Luisental (Louisenthal, Luisenthal i Louistenthal).

## Zabytki
Do wojewódzkiego rejestru zabytków wpisany jest dworek (dom nr 2) z XIX w., (nie istnieje).